# آردبو
آردبو (به انگلیسی: Ardboe) یک روستا در بریتانیا است. آردبو ۲٬۲۲۱ نفر جمعیت دارد.